# 美国陶氏益农
美国陶氏益农是一家全球化的农业科技发展公司,是由1997年陶氏化学收购DowElanco之后共同成立的，并更名陶氏益农（Dow AgroSciences）。
陶氏益农的产品系列分为小麦系列产品、水稻系列产品、果树蔬菜系列产品等。所有的产品旨在帮助提高农业生产，同时也保护换进，促进人类发展。
在农业技术方面，陶氏益农的产品设计到130多个国家和地区。而对于中国，陶氏益农在70年代在北京成立代表处。现在陶氏益农的业务中心在上海，同时在北京和台湾有分公司。另外再江苏南通和台湾屏东设有工厂，员工人数达到150多人。

## 研发创新
在陶氏益农，研发工作一直关注于新一代突破性农业科技的发展。
在对植物保护产品开发不间断投资的同时，陶氏益农也密切关注植物基因和生物技术等前沿科技的发展，以及例如健康油等新型业务平台。通过在研究，销售，资金方面的不断的投入，以及与众不同的技术，建立长期的竞争力以满足全球客户的需求。
陶氏益农研发总部位于印第安纳州的印第安纳波利斯，有超过1,800名研究人员工作在全球40多个国家和地区，并与其他研究机构，如大学，政府资助的研究所以及私人企业等有合作研发关系。
陶氏益农的精英科研人员以及业务专家通力合作，始终致力于先进农化和生物技术解决方案的探索和创新，以满足全球不断增长的需求。